# Wereldkampioenschap voetbal 2002 (Groep C) Brazilië - Turkije
Deze pagina is een subpagina van het artikel Wereldkampioenschap voetbal 2002. Hierin wordt de wedstrijd in de groepsfase in groep C tussen Brazilië en Turkije, gespeeld op 3 juni 2002, nader uitgelicht. Brazilië won de wedstrijd met 2-1 van Turkije.

## Voorafgaand aan de wedstrijd
- Brazilië en Turkije speelden 1 keer eerder tegen elkaar. Brazilië won het duel met 1-0.
- Op de FIFA-wereldranglijst van mei 2002 stond Brazilië op de 2e plaats. Turkije stond op de 22e plaats.[1]

## Wedstrijdgegevens
| Datum                | 3 juni 2002                       | 3 juni 2002                       |
| Stadion              | Munsu Cup Stadium, Ulsan          | Munsu Cup Stadium, Ulsan          |
| Toeschouwers         | 33.842                            | 33.842                            |
| Scheidsrechter       | Kim Young-Joo                     | Kim Young-Joo                     |
| Assistenten          | Visva Krishnan Vladimir Fernández | Visva Krishnan Vladimir Fernández |
| Vierde man           | Vitor Melo Pereira                | Vitor Melo Pereira                |
| Man van de wedstrijd | Rivaldo                           | Rivaldo                           |
|                      | Brazilië                          | Turkije                           |
| Doelpunten           | 2                                 | 1                                 |
| Gele kaarten         | 1                                 | 2                                 |
| Rode kaarten         | 0                                 | 1                                 |
| Wissels              | 3                                 | 3                                 |
| Schoten op doel      | 12                                | 4                                 |
| Schoten naast doel   | 0                                 | 0                                 |
| Overtredingen        | 18                                | 22                                |
| Hoekschoppen         | 4                                 | 3                                 |
| Buitenspel           | 3                                 | 1                                 |
| Strafschoppen        | 1                                 | 0                                 |
| Balbezit (tijd)      | 0                                 | 0                                 |
| Balbezit (%)         | 50%                               | 50%                               |

| Brazilië | 2 – 1                | Turkije |
| Ronaldo 50' Rivaldo 87' (pen.)                                                                                                | doelpunten (assists) | 45+2' Hasan Şaş |
| Luiz Felipe Scolari | bondscoach           | Şenol Güneş |
| Marcos Cafú Lúcio Roque Júnior Edmilson Roberto Carlos Gilberto Silva Ronaldo 73' Rivaldo Ronaldinho 67' Juninho Paulista 72' | opstellingen         | Rüştü Reçber 66' Bülent Korkmaz Fatih Akyel Alpay Özalan 88' Tugay Kerimoğlu Hakan Şükür 66' Yıldıray Baştürk Hasan Şaş Ümit Özat Hakan Ünsal Emre Belözoğlu |
| Denilson 67' Vampeta 72' Luizao 73'                                                                                           | wissels              | 66' Ümit Davala 66' İlhan Mansız 88' Arif Erdem |
| Denilson 73' | gele kaarten         | 21' Fatih Akyel 44' Alpay Özalan |
| | rode kaarten         | 86' Alpay Özalan 24', 90+4' Hakan Ünsal |